# Phormio (Terenz)

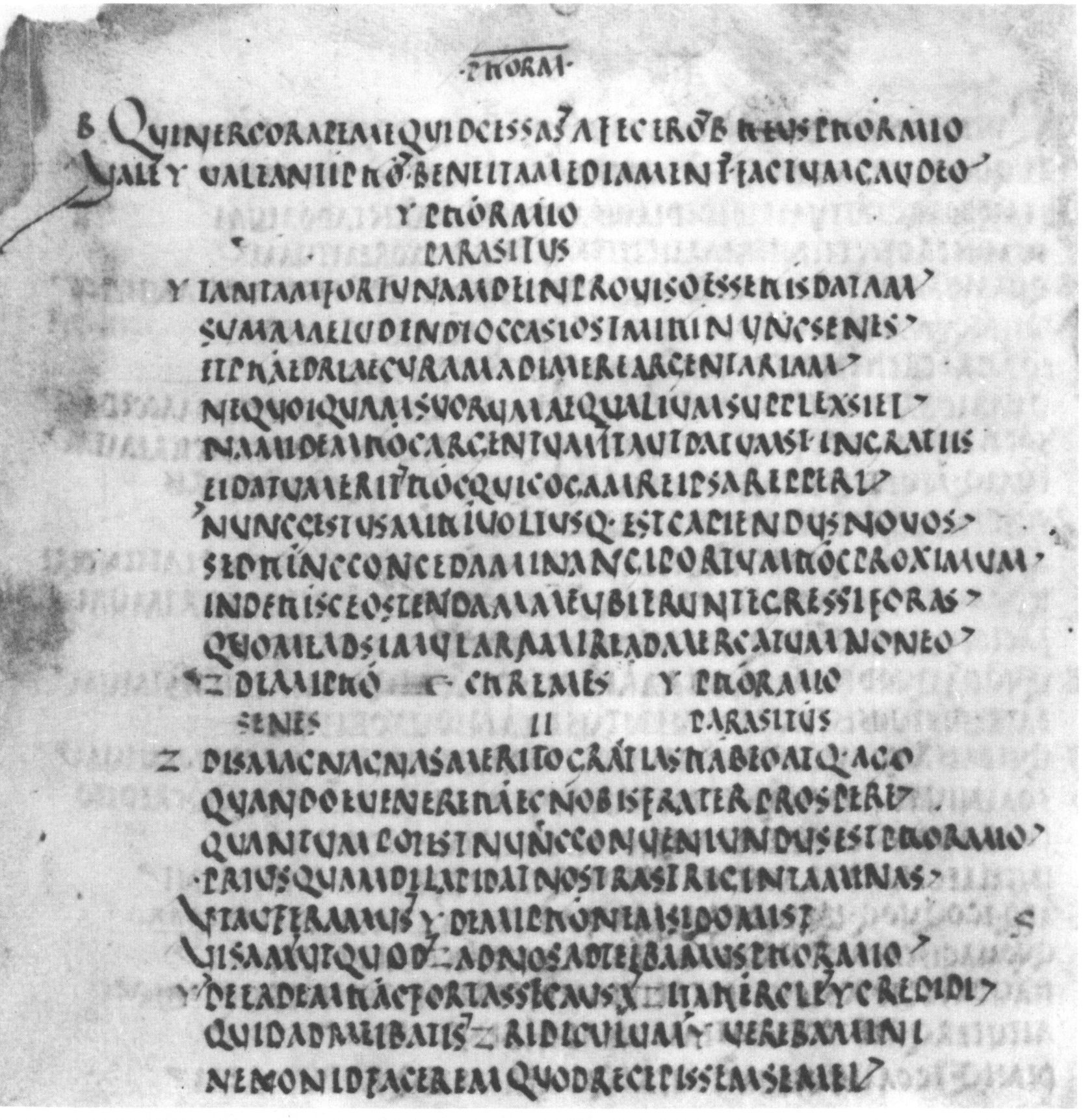
Pergamenthandschrift der Komödie Phormio des Terenz. Biblioteca Apostolica Vaticana

Phormio ist eine Komödie des römischen Dichters Terenz. Sie wurde 161 v. Chr. bei den ludi Romani aufgeführt. Phormio gilt als das fünfte Stück des Terenz und beruht auf der Komödie Epidikazomenos (altgriechisch Έπιδικαζόμενος, Der einen Anspruch stellt) des Apollodor von Karystos.

## Übersicht

### Personen – Dramatis Personae
In der Reihenfolge des Auftretens:
- Davos, Sklave
- Geta, Sklave des Demipho

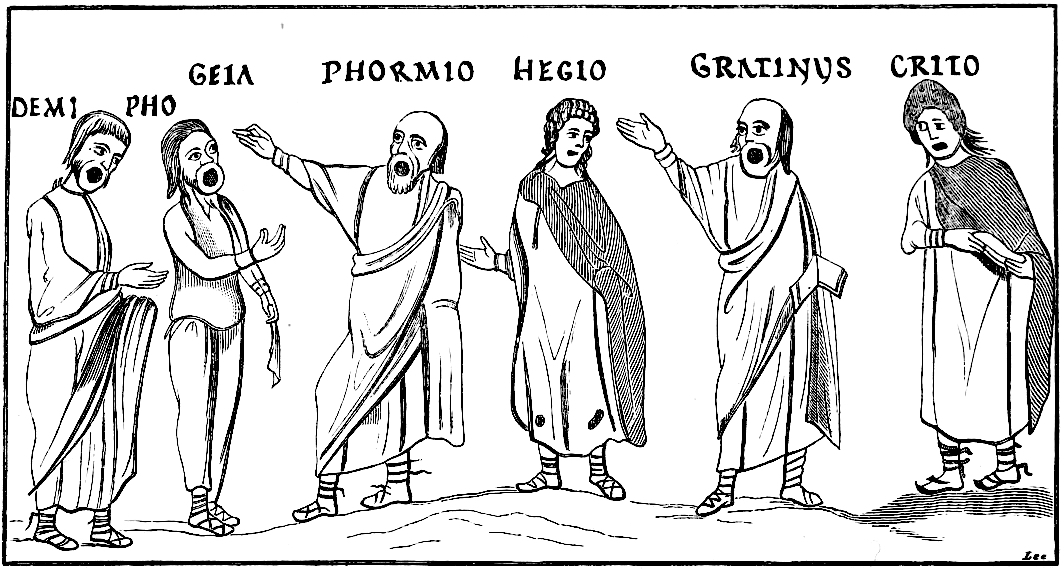
Charaktere des Phormio

- Antipho, Sohn des Demipho, Liebhaber der Phanium
- Phaedria, Sohn des Chremes, Liebhaber einer Musikerin
- Demipho, Bürger von Athen, Vater von Antipho
- Phormio, ein „Parasit“
- Hegio, Berater und Freund des Demipho
- Cratinus, Berater und Freund des Demipho
- Crito, Berater und Freund des Demipho
- Dorio, Zuhälter und Sklavenhändler
- Chremes, Bürger von Athen, Bruder des Demipho, Vater des Phaedria und der Phanium, wie sich herausstellen wird.
- Sophrona, Amme der Phanium, der Tochter des Chremes
- Nausistrata, Frau des Chremes

### Ort der Handlung
Ort der Handlung ist Athen. Die Bühne stellt eine Straße in Athen dar, auf der sich drei Häuser befinden, die Demipho, Chremes und dem Zuhälter Dorio gehören. Der Abgang auf der rechten Seite des Publikums führt zum Forum und zum Haus des Phormio, der auf der linken zum Hafen.

## Inhalt
Die verwendeten Versangaben und Akteinteilungen beruhen auf der Edition von John Barsby (2001).

### Prolog (V. 1–34)
Terenz nutzt den Prolog zur literarischen Auseinandersetzung mit einem „alten“ Dichter, gemeint ist Luscius Lanuvinus, der den jungen Dichter Terenz hart kritisiert und verleumdet. Doch der junge Dichter gibt nicht nach, im Gegenteil, er schlägt zurück mit einem ganz neuen Stück. Der Originaltitel im Griechischen Epidicazomenos, Der einen Anspruch stellt, heißt auf Lateinisch Phormio, denn der Schmarotzer Phormio sei der Hauptdarsteller, der die Handlung am stärksten vorantreibt. Dann ergeht die Aufforderung ans Publikum, still und freundlich zuzuhören, nicht wie vor kurzem, als Störer die Aufführung unmöglicht machten.

### Akt I (V. 35–231)
- Davos tritt auf und erzählt, dass er seinem besten Freund Geta seine Schulden bezahlen wolle. Antipho, Sohn des Demipho, Getas Herrn, habe geheiratet. Dafür brauche er das Geld. (V. 35-50)
- Davos trifft Geta, der einiges zu erzählen hat. Chremes und Demipho seien verreist, Chremes nach Lemnos, Demipho nach Kilikien. Beide hätten ihn zum Betreuer ihrer Söhne, Antipho und Phaedrias gemacht. Probleme ergaben sich, als beide sich verliebten. Chremes Sohn, Phaedria verliebte sich in eine Harfenistin, allein es fehlte ihm das Geld für eine Mitgift, und Antipho in ein Mädchen, das seine Mutter bestatten musste. Auch Antipho fehlte das Geld für die Mitgift, sein Vater würde außerdem eine Braut aus einem niederen Stand nicht akzeptieren. Geta berichtet, dass Phormio das Problem für Antipho lösen wollte. Gesetz sei es, dass der am nächsten stehende Verwandte eine verwaiste Erbin heiraten soll. Er wollte für Antiphon die Papiere als angeblicher Freund des Vaters des Mädchens besorgen. Vor Gericht hatten sie Erfolg und Antiphon konnte das Mädchen jetzt heiraten. Phaedria hat noch keine Frau. Die beiden Väter sind von ihren Reisen noch nicht zurückgekehrt. Davos geht davon, Geta bringt das Geld ins Haus und strebt zum Hafen. (V. 51–152)
- Antipho und Phaedria sprechen miteinander über ihr „Unglück“. Antipho beklagt sich, dass er Phormio zu schnell gefolgt sei und nun darauf warten müsse, was sein Vater für ihn entscheide. Phaedria äußert sein Unverständnis, denn schließlich sei Antipho mit seiner Liebe zusammen. Ihm selbst fehle seine Liebe. Antipho antwortet ihm, dass er immerhin die freie Entscheidung habe, ob er weiterhin mit seinem Mädchen zusammenbleiben wolle, er habe diese nicht. Da sieht er nervös Geta kommen. (V. 153–178)

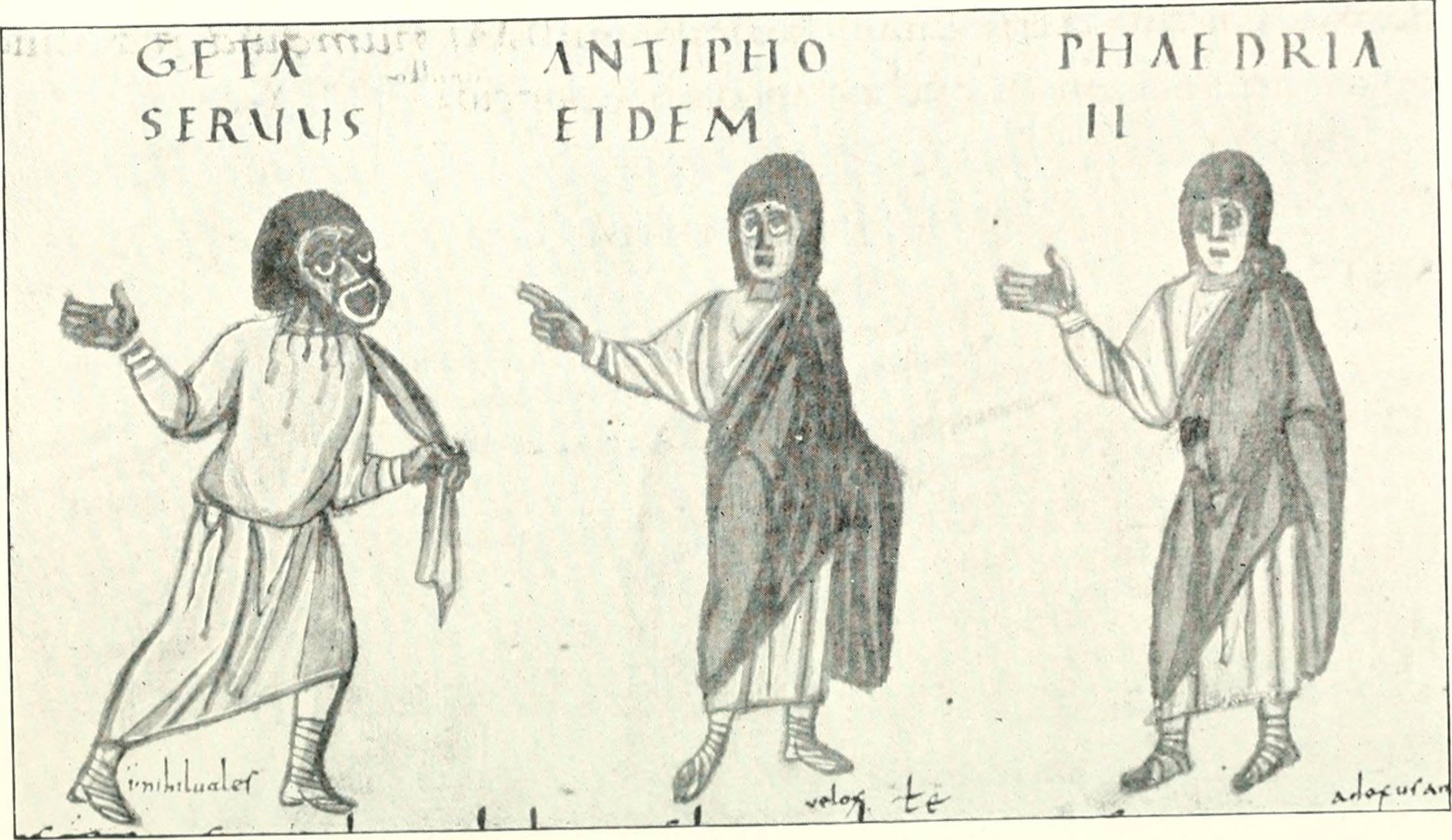
Geta, Antipho und Phaedria

- Geta, Antipho und Phaedria Geta spricht zu sich. Er hatte im Hafen erfahren, dass sein Herr Demipho zurückgekehrt sei. So ist er recht verzweifelt, weil er das Vorgefallene erklären müsse, ohne es zu können. Fliehen würde er, wenn nicht Antipho wäre. Er sucht nach einem Ausweg, als ihn Antipho und Phaedria reden hören. Antipho spricht ihn an und Geta erzählt von der Rückkehr des Demipho, der jeden Moment eintreffen werde. Als sie in der Ferne Demipho sehen, verschwindet Antipho, der nicht den Mut hat, Demipho gegenüberzutreten. Geta und Phaedria bleiben und sehen nur einen Weg, das Geschehene zu verteidigen, nämlich mutig, denn dem Tapferen hilft das Glück. Geta bleibt erst einmal im Hintergrund. (V. 179–231)

### Akt II (V. 231–464)

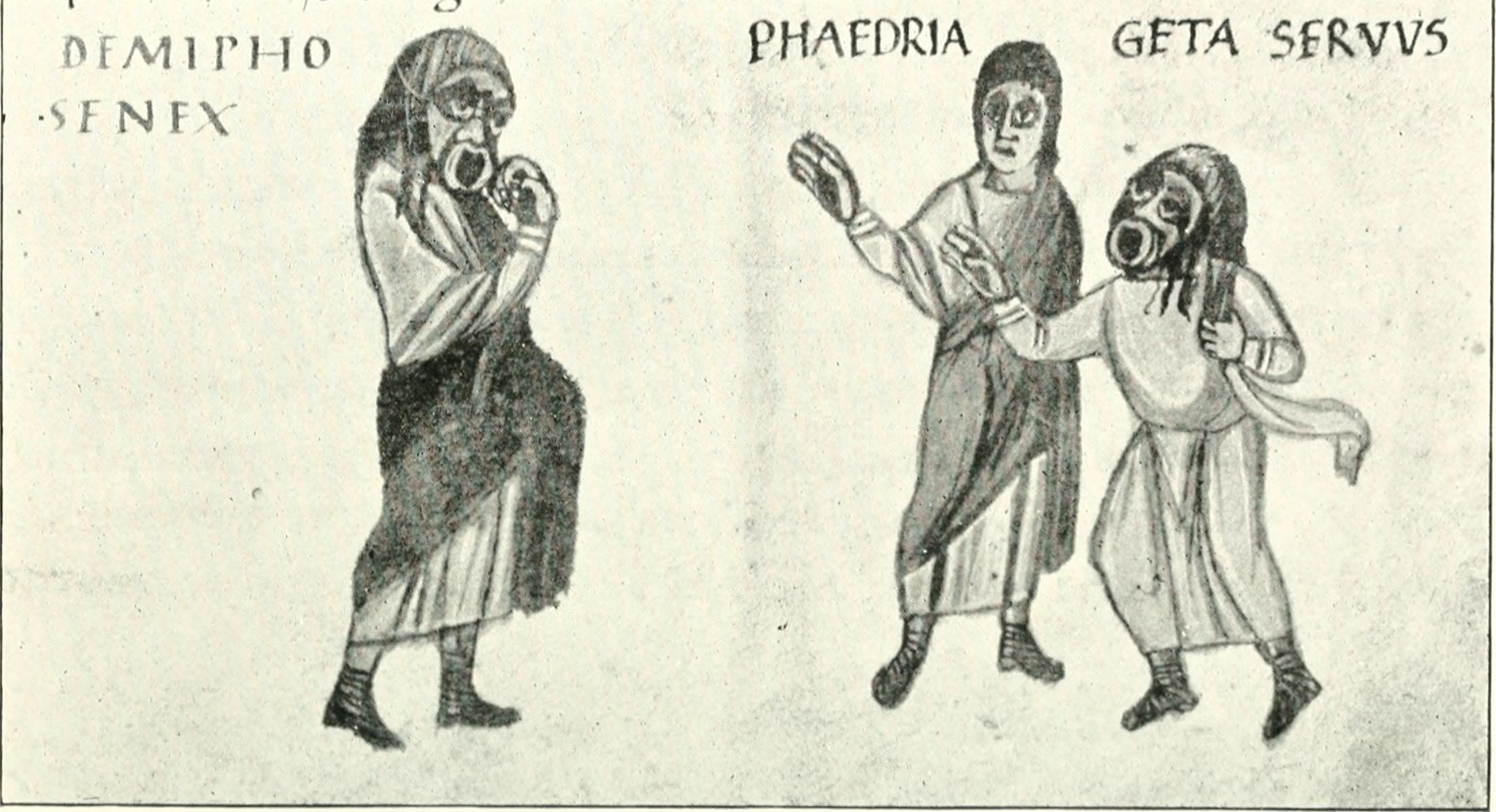
Demipho, Phaedria und Geta

- Demipho, Phaedria und GetaPhaedrias und Geta beobachten Demipho, der, mittlerweile in Hörweite, sich ihnen nähert. Demipho spricht zu sich selbst und beklagt sich darüber, dass Antipho auf Grundlage einer rechtlichen Verpflichtung als Verwandter heiratete. Demipho bestreitet die Verwandtschaft und sucht empört seinen Sohn. Geta und Phaedria, bisher im Hintergrund, entscheiden, dass Phaedria Demipho begrüßen und ablenken solle, indem er die Partei Antiphos ergreift und sein Handeln erklärt, was allerdings nicht gelingt. Demipho lässt sich nicht besänftigen. Er will Phormio kennenlernen. Schließlich sucht Geta Phormio und Phaedria Antipho. Demipho geht in sein Haus. (V. 232–314)

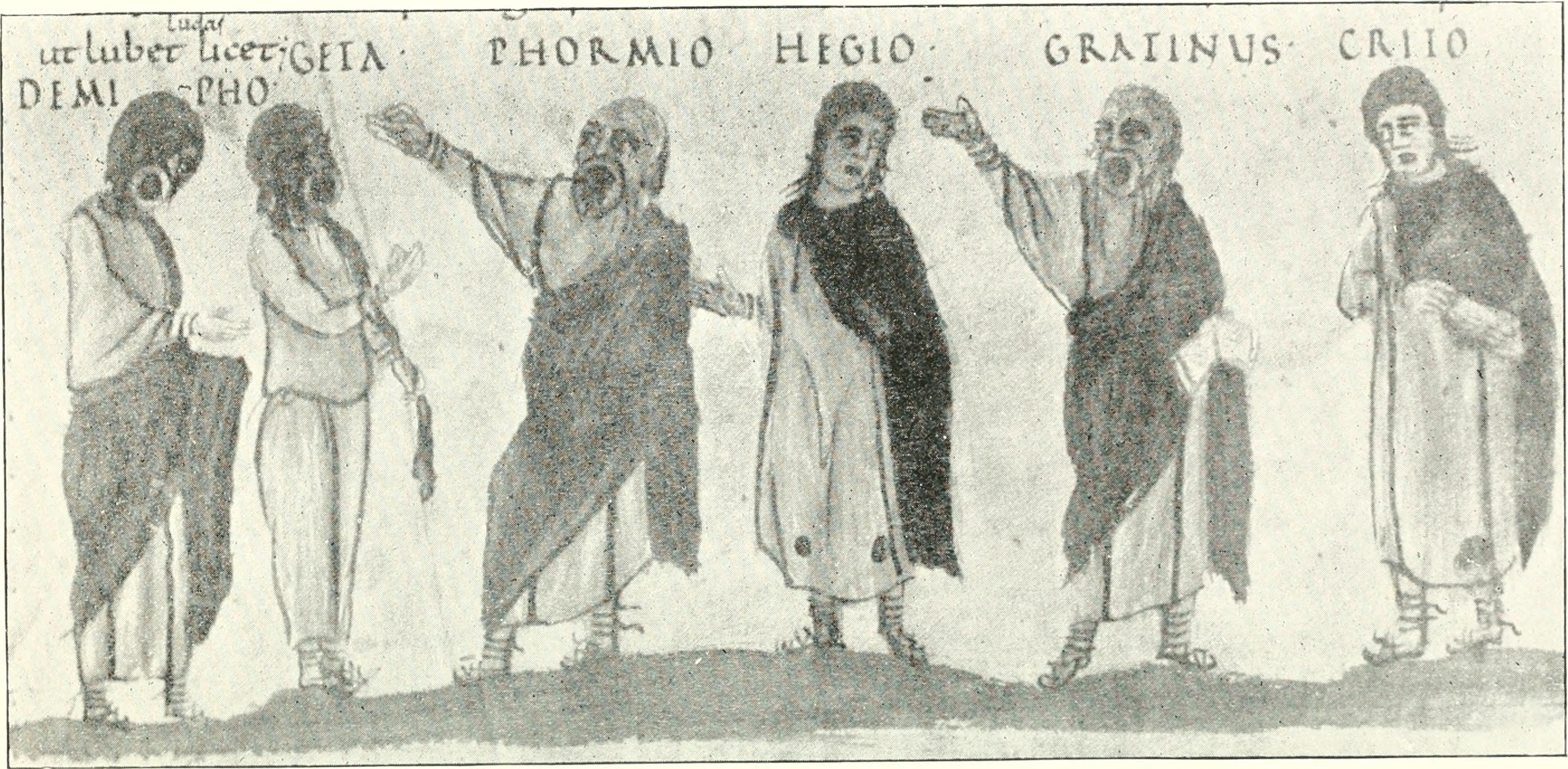
Demipho, Phormio, Geta, Hegio, Cratinus, Crito

- Demipho, Phormio, Geta, Hegio, Cratinus, CritoGeta findet Phormio und erklärt ihm die Lage, der schnell vorgibt, einen Plan zu haben, wie er dem wütenden Demipho Antiphos Handeln erklären könne. Phormio bleibt gelassen, da er sich nie mit gefährlichen Menschen einlasse, sondern nur mit „harmlosen“ Menschen. Bald nähert sich der immer noch aufgebrachte Demipho mit seinen Freunden und Beratern Hegio, Cratinus und Crito. Phormio tut so, als sähe er Demipho nicht und redet laut auf Geta ein, dass er sich verwundere sich, dass Demipho von der Verwandtschaft nichts wisse. Er wirft Demipho Habgier vor und setzt dabei auf Mitleid, dass das arme Mädchen behütet werden musste. Geta tut die ganze Zeit so, als würde er Phormio widersprechen. (V. 315–347)
- Demipho, bisher als Lauscher im Hintergrund, wird es zu bunt und greift ein. Er tritt Phormio entgegen und fordert eine Erklärung für die angebliche Verwandtschaft. Phormio hält ihm entgegen, dass er ihn sehr wohl kenne. Als Phormio den Namen Stilpo rausrückt, beharrt Demipho darauf, ihn nicht zu kennen. Phormio entgegnet, es den Richtern genau erklärt zu haben. Dort möge Demipho nachfragen. Phormio ändert den Ton, indem er ihn auffordert, Freundschaft zu schließen, das wäre für alle positiver. Demipho aber verschärft den Ton und droht, die junge Ehefrau aus dem Haus zu werfen, während Phormio als Antwort mit einem weiteren Prozess droht und nach Hause geht. Geta soll Antipho suchen. (V. 348–441)
- Demipho berät sich mit seinen Freunden. Cratinus empfiehlt ihm, den Streit mit seinem Sohn gütlich beizulegen. Demipho dankt für den Ratschlag und ist sich nicht sicher. Er will auf seinen bisher verreisten Bruder Chremes warten und ihn um Rat fragen. (V. 442–464)

### Akt III (V. 465–567)
- Geta trifft Antipho, der sich Verwürfe macht, sich verdrückt zu haben, als sein Vater zurückkehrte. Geta behauptet zwar, sein Vater wisse noch nichts, doch erzählt er, dass Phaedria, Phormio und er selbst ihn verteidigt hätten. Antipho ist froh, als er Phaedria sieht, der gerade mit dem Sklavenhändler Dorio aus dessen Haus tritt. (V. 465–484)

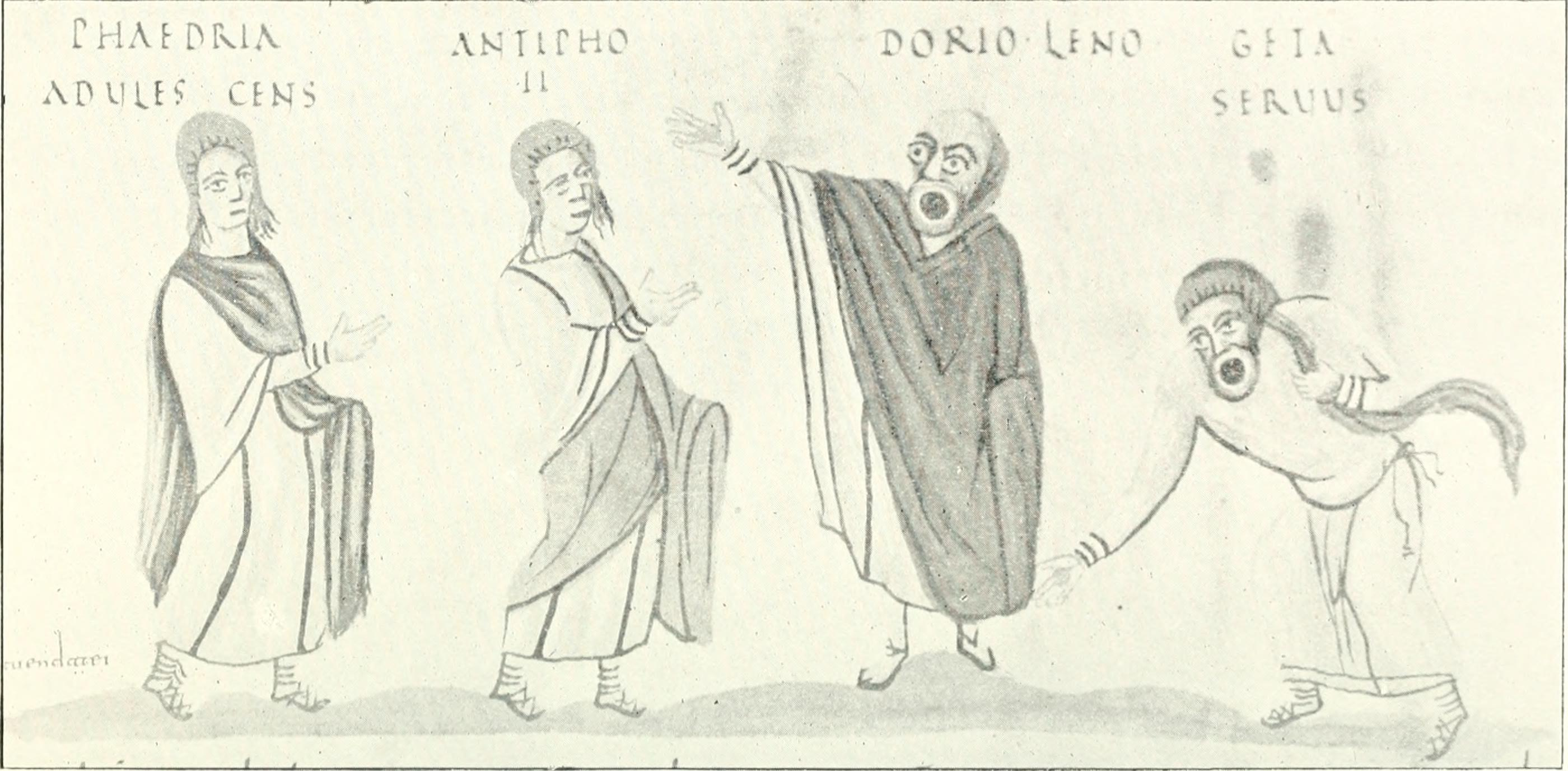
Phaedria, Antipho, Geta und Dorio

- Phaedria, Antipho, Geta und DorioPhaedria bittet Dorio verzweifelt und vergeblich um einen Aufschub beim Verkauf seiner geliebten Pamphila. Als Antipho hinzukommt, stellt sich heraus, dass der Käufer tatsächlich erst am folgenden Tag bezahlen muss. So kann Dorio Phaedria zugestehen, dass er nur vor dem Käufer zahlen muss, um Pamphila zu erhalten. (V. 485–533)
- Phaedria, Antipho und Geta beraten. Um das nötige Geld zu besorgen, soll Geta das Geld aus dem Haus des Demipho stehlen, so Antipho, schließlich fühlte er sich Phaedria verpflichtet. Geta allerdings sieht seine Lage so schon als schlecht an. Phaedria will dann das Mädchen entführen lassen, er werde ihr folgen. Geta überlegt dann, Geld für Phaedria zu besorgen. Phormio soll ihm dabei helfen. Antipho soll nach Haus zurückkehren und Phaedria und Geta suchen Phormio. (V. 534–567)

### Akt IV (V. 568–727)
- Nach Chremes’ Rückkehr können sich die beiden Brüder endlich unterhalten. Chremes gibt zu, dass er seine Tochter von Lemnos nicht mitbringen konnte, da sie schon nach Athen gereist war. Chremes wirkt unzufrieden, da er seine Angelegenheiten in Lemnos nicht klären konnte. Obendrein hat er Angst, dass sein Doppelleben auffliegt. (V. 568–590)
- Geta tritt auf, zufrieden über sein Gespräch mit Phormio, den er mit Chremes auf dem Marktplatz wiedertreffen will. Als er die beiden Väter sieht, nennt er sie zwei Opfer seiner List. Einer von beiden wird ihm schon ins Netz gehen. (V. 591–605)
- Antipho kommt hinzu, bleibt aber im Hintergrund. Geta tritt zu den beiden Alten und trägt ihnen planvoll vor, dass Phormio bereit wäre, die Braut des Antipho zu heiraten, wenn die beiden Alten die Mitgift übernähmen. Obgleich Demipho sich zuerst sträubte, will man so verfahren. Den größten Anteil sollte dann Chremes zahlen, aber Antipho wäre von den Verpflichtungen aus der Heirat frei. (V. 606–681)
- Antipho hat die Strategie des Geta nicht verstanden und beschwert sich bei Geta. Geta muss ihm den Dreh erklären, dass jetzt sogar eine Mitgift da wäre, denn Phormio wolle Phanium gar nicht heiraten. Als er die beiden Alten erblickt, schickt er Antipho mit der Nachricht zu Phaedria, das Geld sei da. (V. 682–712)
- Demipho und Chremes treten auf und Demipho lässt sich von Geta zum Markt begleiten, um die Mitgift an Phormio zu übergeben. Chremes rät Demipho noch, die bevorstehende Hochzeit durch Chremes’ Ehefrau der Phanium erklären zu lassen. Nach erstem Zögern stimmt Demipho zu. (V. 713–727)

### Akt V (V. 728–1056)

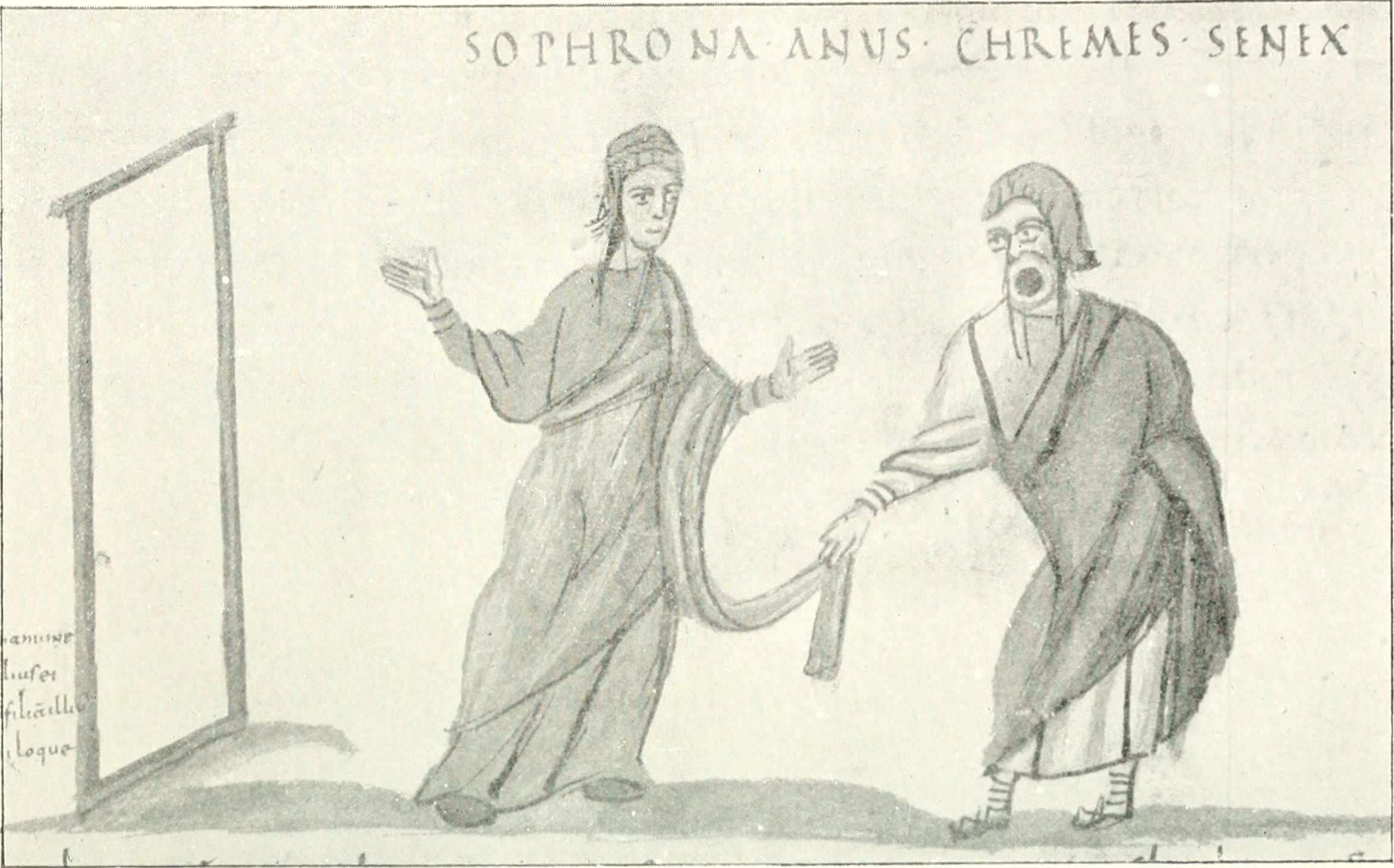
Sophrona und Chremes

- Sophrona, die das Haus Demiphos verlässt, analysiert die Haltung Demiphos und weiß nicht, an wen sie sich um Hilfe wenden soll. Da erkennt Chremes sie als Amme seiner Tochter. Schließlich spricht er sie an. Sie wiederum nennt ihn Stilpo, dem Namen unter dem man ihn in Lemnos kennt. Er möchte aber seine doppelte Identität nicht enthüllen und bittet sie leiser zu reden. Sophrona erzählt vom Tod der Mutter und der Heirat mit Antipho. Chremes glaubt zuerst, dass Antipho doppelt verheiratet sei, dann klärt Sophrona ihn auf. Chremes ist hochzufrieden über diese Hochzeit. Chremes bittet die Amme, Chremes’ Vaterschaft nicht zu verraten. Sie gehen in Demiphos Haus. (V. 728–765)
- Demipho beklagt sich bei Geta, wie dumm er war, sich betrügen zu lassen. Geta verunsichert ihn, indem er Zweifel sät, ob Phormio sein Versprechen einhält. Demipho will darauf so schnell wie möglich mit Nausistrata reden, die das Mädchen überreden soll. Geta dagegen will mit Phanium sprechen, dass sie keine Angst haben müsse vor Phormio und Nausistrata. (V. 766–783)
- Demipho und Nausistrata verlassen das Haus des Chremes. Nausistrata soll die junge Frau dazu bringen, aus freiem Willen das Gebotene zu tun. Sie will helfen, wie auch vor kurzem, als Demipho Geld benötigte. Sie klagt, dass Chremes ihre Mitgift, die wohlerworbenen Güter ihres Vaters nicht gut verwalte. Doch Demipho drängt sie, mit Phanium zu sprechen. Da tritt Chremes, ohne seine Frau zu sehen, aus dem Hause Demiphos und fragt, ob Phormio schon das Geld erhielt. Demipho bestätigt, worauf Chremes, für Demipho unverständlich, „Verkehrt“ antwortet. Chremes versucht jetzt, Demipho beizubringen, dass die Braut bei Antipho bleiben solle. Allerdings spricht er vor seiner Frau nicht alles aus, so dass Demipho erst nicht viel versteht. Schließlich wird nach einigen Wirrungen Demipho verstehen, dass Phanium bleiben kann, da wirklich eine Verwandtschaft vorliegt. Nausistrata kann also zurückkehren und Chremes zieht Demipho zu dessen Haus, wo er ihm das Geheimnis mitteilen kann, ohne dass ihre Söhne etwas mitkriegen. (V. 784–819)
- Antipho beklagt sein Schicksal, sich nicht aus seiner Bedrängnis befreien zu können, freut sich über Phaedrias Glück. Geta soll ihm helfen. (V. 820–828)
- Phormio tritt auf. Er ist mit sich zufrieden, da er für Phaedria die Freilassung der Musikerin erreichte. Antipho tritt hinzu und fragt nach. Phormio fordert ihn auf, jetzt Phaedrias Rolle zu übernehmen und dem Vater aus dem Weg zu gehen. Geta kommt aus Demiphos Haus. (V. 829–840)
- Geta ist guter Stimmung und sucht Antipho. Nachdem Antipho Geta herbeigerufen hat, erklärt Geta die neue Situation. Chremes sei der Vater der Phanium. Daher gäben Demipho und Chremes ihre Zustimmung zur Heirat ihrer Kinder. Geta soll Antipho zu den beiden Väter führen. Die beiden verabschieden sich freundlich von Phormio. (V. 841–883)
- Phormio kündigt nun einen Streich an, den er den beiden Alten spielen wolle. (V. 884–893)
- Demipho und Chremes treten zufrieden über die Heirat ihrer Kinder aus dem Haus. Jetzt wollen sie Phormio das Geld wieder abnehmen, aber Phormio besteht darauf, Phanium zu heiraten. Davon wollen die beiden nichts hören. Deshalb fordert er das Geld als Entschädigung für sich, da er die Braut nicht heiraten kann. Der Streit der drei Männer steigert sich, als Phormio zu erkennen gibt, dass er das Doppelleben des Chremes auf Lemnos kennt und bereit ist, es Nausistrata zu verraten. Es kommt zu einem Handgemenge, als Phormio laut nach Nausistrata schreit, um Chremes zu verraten. (V. 894–989)
- Nausistrata verlässt angesichts des Geschreis das Haus und fragt nach dem Grund des Lärms. Chremes, sichtlich erschüttert, will Phormio vom Reden abhalten, aber Phormio verrät Chremes’ Doppelleben auf Lemnos. Nausistrata ist entsetzt. Demipho versucht zu begütigen. Phormio erzählt obendrein noch von den 30 Minen, mit List erbeutet, die er Nausistratas Sohn übergab, um seine Geliebte freizukaufen. Als Chremes Empörung zeigt, entgegnet Nausistrata, dass sie jegliches Vertrauen in Chremes verloren habe. Für sie solle ihr Sohn über seinen Vater richten. Phormio lässt sich obendrein als echter Parasit noch zum Essen einladen, um Chremes zu ärgern. (V. 990–1055)

## Literarische Vorbilder
Seine Vorbilder fand Terenz in der griechischen Neuen Komödie. Im Falle des Phormio ist die Vorlage ein Stück des Apollodor von Karystos, Epidikazomenos. Im Prolog erörtert Terenz, warum er den griechischen Titel nicht beibehalten hat. Er selbst weist darauf hin, dass der Protagonist Phormio sei und es daher angemessener den Titel Phormio trage. Die verwendete griechische Form ist ein Partizip Präsens. Das hat Folgen für die Handlung des Stücks. Im Phormio ist der Prozess schon erfolgt, Antipho konnte Phanium heiraten. Im Apollodor-Stück findet der Prozess erst im Stück statt. Schon daran kann man den freien Umgang mit der Vorlage und Terenz’ Leistung erkennen. Michael von Albrecht kommt zu dem Schluss, dass Terenz „Fortsetzer Menanders“ ist, nicht sein „Übersetzer“. Das gilt, soweit man sagen kann, auch für Apollodor. Terenz habe bei der Frage des Umgangs mit der literarischen Vorlage eine „klassische Mitte“ zwischen „Willkür und Unselbstständigkeit“ gefunden. Eckard Lefèvre betont, dass Terenz Wert legt „auf ein sich an der Wirkung orientierendes Geschehen, das Kategorien wie Einheit des Charakters, organische Entwicklung der Handlung und Dezenz zugunsten der Komik vernachlässigt. Hierin wird er zu einem echten Nachfolger des in dieser Beziehung schon immer geschätzten Plautus.“

## Besonderheiten des Phormio
Für Michael von Albrecht ist Phormio „das klassische Musterbeispiel einer komplizierten, aber klar durchgeführten Intrigenkomödie.“
Terenz verwendet im Phormio typischerweise eine „Doppelhandlung“, die besonders eng verwoben ist. Es sind dies die Liebeshandlungen der beiden Cousins Antipho und Phaedria. Deren Väter, die Brüder Demipho und Chremes, sind währenddessen auf Reisen und können in das Geschehen erst einmal nicht eingreifen. Das trägt zur „Geschwindigkeit“ der Komödie bei, wie Donatus in seinem Kommentar schreibt: „prope tota motoria (»fast zur Gänze bewegt«).“
Eckard Lefèvre hat, dazu passend, einige Besonderheiten des Phormio aufgezeigt:
- Lefèvre arbeitet heraus, dass Phormio mit einer großen „Unordnung“ endet, nach der die jungen Leute heiraten können, aber Chremes für sein bigamistisches Leben auf Lemnos „bestraft“ wird und sein Sohn von Nausistrata zum Richter über ihn bestimmt wird.[12]
- Während Menander am Schluss alles löst, lässt Terenz manches in der Schwebe. Unklar bleibt, wie Nausistrata künftig mit ihrem Ehemann umgehen wird und welches Urteil ihr Sohn als Richter fällen wird.[13]
- Lefèvre charakterisiert zum Beispiel Chremes und Phormio als unmoralische Personen, die es bei Menander nicht gab, dafür aber in italischen Stegreifspielen und bei Plautus.[14]
- Für Lefèvre stellt der Schluss eine Satire dar. Saturnalienhaftes, Plautinisches entdeckt er beim Spott über Chremes, beim Betrug an Demipho und dem Richteramt des Sohns an seinem Vater.[15]

Woldemar Goler fasst zusammen: „Der Anagnorismos kommt also dem Paar zugute, dem er in der Komödie unter keinen Umständen zugutekommen dürfte: dem Phaedria und der Zitherspielerin Pamphila, also einer Hetäre. Das ist wohl die raffinierteste Verflechtung der beiden Liebeshandlungen, die sich in einer Terenzischen Komödie findet.“

## Aufführung

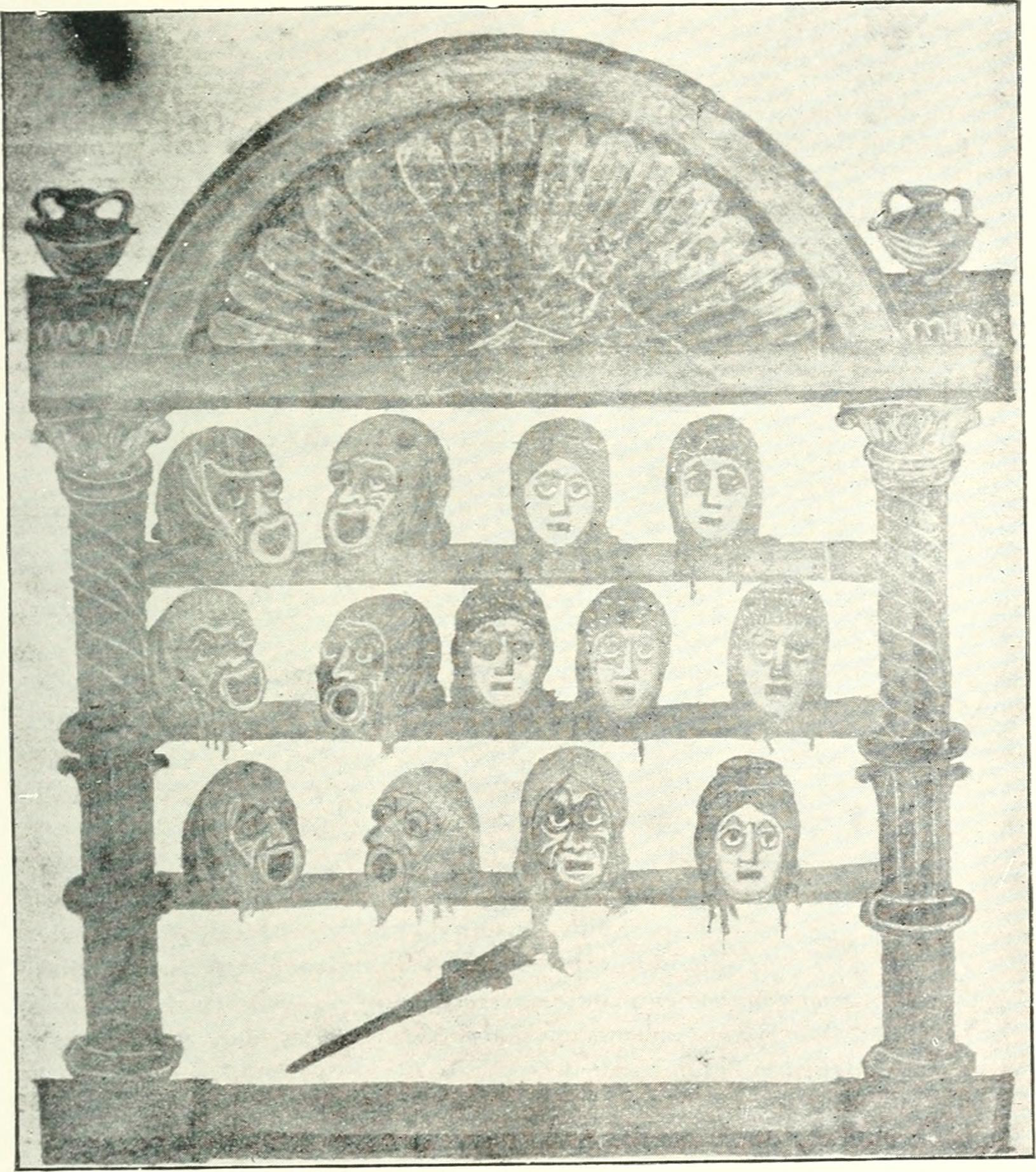
Vatikanische Handschrift mit Miniaturen der Masken aus dem Phormio

Aufgeführt wurde Phormio 161 v. Chr. bei den ludi Romani, die nominell im September stattfanden, durch die Kalenderverschiebungen der Jahre faktisch aber im Mai. Produzent war wie auch bei den anderen Terenz-Komödien Lucius Ambivius Turpio. Ambivius als populärer Schauspieler sprach nicht nur den Prolog, sondern übernahm auch die Paraderolle des Phormio. Terenz hat aus Anlass der ludi Romani Phormio an Ambivius verkauft, der das Stück den Ädilen zur Genehmigung vorlegte. Die Ädile erhielten aus dem Ärar eine bestimmte Summe für das Festival und bei Akzeptanz des Stückes wurde der Produzent beauftragt, das Stück erfolgreich mit seiner Schauspieltruppe auf die Bühne zu bringen. Für Phormio benötigte man sechs Schauspieler, meist mussten die Schauspieler mehrere Rollen spielen. Die Proben begannen sofort nach der Beauftragung. Geprobt wurde nie am Ort der späteren Aufführung und höchstens 6 Wochen. Zu Terenz’ Zeiten gab es zwar noch kein steinernes Theater, allerdings wurden während des wachsenden Aufführungskalenders aus Anlass der Festivals (ludi publici) hölzerne Bühnen auf Kosten der Stadt errichtet.
Im Gegensatz zu Dziatzko und Hauler gehen neuere Autoren (Beare, Marshall, Maltby) eher davon aus, dass die Schauspieler zu Terenz’ Zeiten Masken trugen, auch wenn zum Beispiel die Verse 209-211 scheinbar das Gegenteil nahelegen. Marshall interpretiert es so, dass der Witz des anderen Gesichtsausdrucks gerade darin besteht, dass man nichts sieht.

## Musik und Metrik

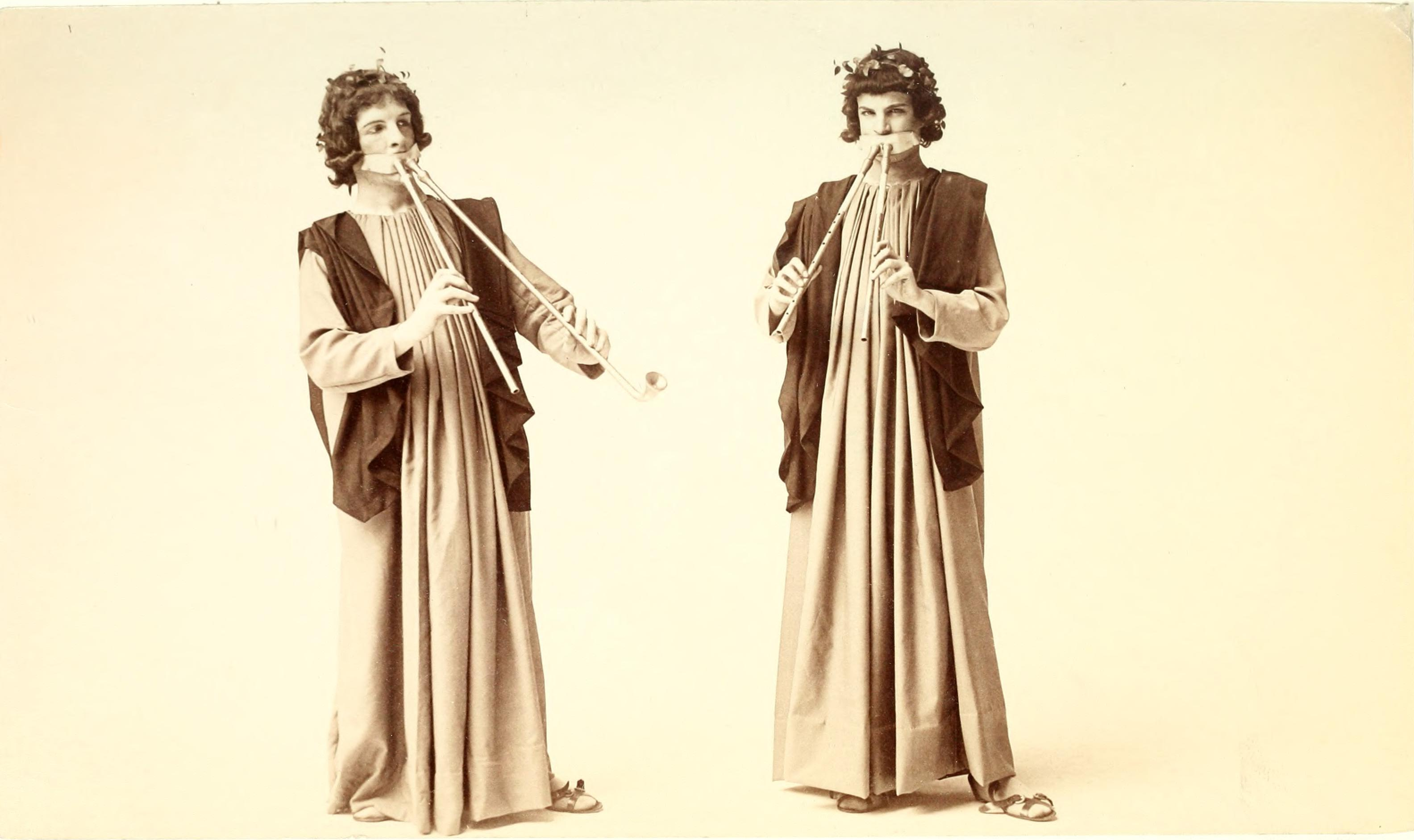
Musikbegleitung

Heinz Haffter sieht bei Terenz eine große Veränderung zur älteren Komödie: „Die Komödie ist bei ihm mehr Sprechdrama geworden und hat von dem Opernhaften ein gutes Stück abgestreift.“ Der musikfreie jambische Senar nimmt bei Terenz einen großen Raum ein. Laut Halfter kommt er im Phormio auf 57 % der Verse. Auch der Wechsel des Versmaßes wird immer seltener.
Timothy J. Moore weist unter Berufung auf Maurach, Braun und Bruder darauf hin, dass Terenz das Metrum an die jeweiligen szenischen Momente anpasste. Dabei entwickelte er sich seit der Andria stets weiter.
Der Phormio wurde von Musik begleitet, die Flaccus Gallus, ein Sklave des Claudius, für ungleiche Föten komponiert hatte. Auch der Vortrag lag in der Regel bei Sklaven oder Freigelassenen.

## Rezeption
Höchstes Lob fand Terenz beim Dichter Lucius Afranius, der zu den Autoren der Togata gehörte. Seit dem 2. Jahrhundert v. Chr. wurden die Werke Terenz’ von Grammatikern gelesen und kommentiert. Cicero, als Schüler Varros in dieser Tradition stehend, begann die lateinischen Stücke mit den griechischen Vorlagen zu vergleichen und den eigenständigen Wert der Lateiner zu konstatieren.
Seit dem 1. Jahrhundert zählte Terenz mit Vergil, Cicero und Sallust zu den Schulautoren, die Cassiodor quadriga Messi nannte. In der Kaiserzeit schrieb im 4. Jahrhundert Aelius Donatus seine Kommentare, im 5. oder 6. Jahrhundert Eugraphius. Phormio hat ein langes Nachleben. Er war nicht nur Schullektüre, sondern wurde auch gerne aufgeführt. Seit 1500 finden sich allein in Großbritannien fast 70 Schulaufführungen, deutlich weniger im Rest Europas (Frankreich, Italien, Deutschland, Norwegen), den USA und Australien.
„In der Neuzeit gewinnt Terenz in drei Bereichen prägende Bedeutung: Als Schulautor ist er Muster für guten Umgangston – in Latein und Muttersprache und bürgerliche Tugenden, als Ethiker beeinflusst er Moralisten, Satiriker und Romanciers und gestaltet so die abendländische humanitas mit, als Dramatiker steht er – mit Plautus und Seneca – an der Wiege des europäischen Theaters, das ihm vor allem die ausgefeilte Technik der Doppelhandlung verdankt.“
Auch das Musical Toll trieben es die alten Römer, später von Richard Lester verfilmt, stattete der römischen Komödie ihren Dank ab und zeigte ihre Lebendigkeit nach 2000 Jahren. Konkret ist als komödiantische Stereotype neben Hero als naiver Liebhaber auch Antipho nachgezeichnet und das Komödienende wie in vielen Komödien von Plautus (Captiui, Casina, Curculio, Epidicus, Poenulus, und Rudens) und von Terenz (Andria, Phormio und Hecyra) als Anagnorisis.

## Würdigung
- Für Michael von Albrecht (1994) ist Phormio das „klassische Musterbeispiel einer komplizierten, aber klar durchgeführten Intrigenkomödie“[9] „Während jener engherzige Doktrinär (i.e. Luscius Lanuvius) zum Totengräber der Palliata wird, ist Terenz Fortsetzer, nicht Übersetzer Menanders und findet zwischen Willkür und Unselbständigkeit eine >klassische< Mitte.“[36]
- W. Geoffrey Arnott (1970): „Die kluge Auswahl eines Modells und die geniale Adaption ermöglichten es Terenz selbst, ein Meisterwerk mit einer ganz eigenen Lebendigkeit und einem ganz eigenen Stil zu schaffen. Sua quoique laus. (Original: «Judicious choice of a model and genius at adaptation enabled Terence himself to achieve a masterpiece with a vitality and a style of its own. Sua quoique laus.»)“[37]

## Desiderata der Forschung (2008)
In der gemeinsamen Einleitung zum Tagungsbericht Terentius Poeta weisen Peter Kruschwitz, Widu-Wolfgang Ehlers und Fritz Felgentreu auf nicht bearbeitete „zentrale Felder“ der Terenz-Forschung hin:
- Fehlen einer „verlässlichen, dem state of art Rechnung tragenden Textedition“,
- Mangel an „umfassenden wissenschaftlichen Kommentaren“ und
- Defizit an grundlegenden „Untersuchungen zur Metrik und Sprache des Terenz“.[38]

## Textausgaben
Siehe auch die Sammel- und Gesamtausgaben, die im Artikel zu Terenz aufgeführt sind.
Deutsch, einsprachig
- Terenz: Phormio. In: Terenz, Werke (Hrsg.: Dietrich Ebener). Aufbau-Verlag, Berlin und Weimar 1988, ISBN 3-351-00436-2, S. 179–235.

Lateinisch
- Karl Dziatzko, Edmund Hauler: Ausgewählte Komödien des P. Terentius Afer. Zur Einführung in die Lektüre der altlateinischen Lustspiele, Erster Band: Phormio. Vierte Auflage bearbeitet von E. H. (Griechische und lateinische Klassiker. Schulausgaben mit Anmerkungen). B.G.Teubner, Leipzig 1913.
- R. H. Martin: Phormio. Methuen, London 1959.

Lateinisch und Übersetzung ins Deutsche und Englische
- Terenz: Phormio (Übers. u. hrsg. v. Peter Kruschwitz). Reclam-Verlag, Stuttgart 1999, ISBN 978-3-15-001869-9.
- Terence: Phormio (hrsg. und übersetzt von John Barsby). The Loeb Classical Library, Harvard 2001, doi:10.4159/DLCL.terence-phormio.2001.